# Maceira (Montelavar)
Maceira é uma aldeia portuguesa da freguesia de Almargem do Bispo, Pero Pinheiro e Montelavar, Município de Sintra. É uma localidade destacável pela abundância dos seus recursos geológicos, que terão estado na base da sua fundação. Com uma população de cerca de 974 habitantes, Maceira sempre deu um contributo importante para o desenvolvimento do setor da pedra no Município de Sintra. Essa importância histórica viu-se refletida aquando da construção do Convento de Mafra, donde foram transportadas diversas pedras.[carece de fontes?] Para além disto, encontra-se diretamente a norte do Campo de Lapiás da Granja dos Serrões. 
A localidade pertenceu, até à reorganização administrativa de 2013, à freguesia de Montelavar, encontrando-se a leste desta vila. A norte limita com Rebanque e Anços, enquanto que a leste se encontra a Granja dos Serrões e o lugar da Pedra Furada; e finalmente a sudoeste a vila de Pero Pinheiro.
É uma localidade conhecida pelo seu forte dinamismo social e por ter uma comunidade bastante pró-ativa.
Possui a norte da aldeia locais que valem a pena visitar como o Parque da Segueteira, que possui obras arqueológicas formadas pela natureza com, por exemplo, um elefante, envoltas de um bosque ou a Pedra da Figueira, um rochedo onde nasceu uma figueira que perdura até aos dias de hoje e onde é possível recolher água fresca durante todo o ano.